# Burlington (Wisconsin)
Burlington es una ciudad ubicada en el condado de Racine en el estado estadounidense de Wisconsin. En el Censo de 2010 tenía una población de 10.464 habitantes y una densidad poblacional de 523,2 personas por km².

## Geografía
Burlington se encuentra ubicada en las coordenadas 42°40′31″N 88°16′19″O / 42.67528, -88.27194. Según la Oficina del Censo de los Estados Unidos, Burlington tiene una superficie total de 20 km², de la cual 19.41 km² corresponden a tierra firme y (2.93%) 0.59 km² es agua.

## Demografía
Según el censo de 2010, había 10.464 personas residiendo en Burlington. La densidad de población era de 523,2 hab./km². De los 10.464 habitantes, Burlington estaba compuesto por el 92.77% blancos, el 0.86% eran afroamericanos, el 0.36% eran amerindios, el 1.13% eran asiáticos, el 0% eran isleños del Pacífico, el 3.37% eran de otras razas y el 1.51% pertenecían a dos o más razas. Del total de la población el 8.58% eran hispanos o latinos de cualquier raza.